# Garbhagryha
Garbhagryha (dewanagari गर्भगॄह, trl. garbhagṛha, ang. garbhagriha) – właściwe sanktuarium (sancta sanctorum) świątyni hinduistycznej (mandir, koyil, itp.).